# 5238 Наодзане
5238 Наодзане (5238 Naozane) — астероїд головного поясу, відкритий 13 листопада 1990 року.
Тіссеранів параметр щодо Юпітера — 3,594.
Названо на честь Наодзане (яп. なおざね(直実) наодзане)